# Marjoe
Pour plus de détails, voir Fiche technique et Distribution.
Marjoe est un film documentaire américain de 1972, produit et réalisé par Howard Smith et Sarah Kernochan.
Le film, qui traite de la vie de l'évangéliste Marjoe Gortner, a remporté l'Oscar 1973 du meilleur film documentaire.

## Synopsis
Marjoe est un enfant-prédicateur précoce aux talents extraordinaires, qui était immensément populaire dans le Sud des États-Unis. Ses parents gagnent de grosses sommes d'argent grâce à ses dons. Adulte, Marjoe devient ministre du culte uniquement car c'est un moyen facile de gagner sa vie, et non en tant que croyant. Au cours des années suivantes, il utilise sa notoriété et son statut d'évangéliste pour gagner sa vie comme prédicateur itinérant et en faisant du télévangélisme.
Finalement, Gortner subit une crise de conscience et décide de renoncer à cette voie, offrant à l'équipe de tournage du documentaire la possibilité d'agir comme ils le veulent lors de sa dernière tournée de prêche. Le film contient des scènes authentiques de réunions du Réveil religieux montrant Gortner prêchant et priant pour les gens, entrecoupées de séquences où Gortner admet à la caméra qu'il est un non-croyant et révèle les tactiques utilisées par lui-même et les autres évangélistes pour manipuler les gens.

## Fiche technique
- Titre : Marjoe
- Réalisation : Howard Smith, Sarah Kernochan
- Producteur : Howard Smith, Sarah Kernochan
- Montage : Lawrence Silk
- Date de sortie : États-Unis : 24 juillet 1972
- Durée : 88 minutes
- Pays de production :  États-Unis
- Langue : anglais

## Sortie du film
Quand le film est sorti, il a eu un retentissement considérable dans la presse, mais n'a pas été diffusé à grande échelle dans les salles dans le Sud des États-Unis, par les craintes du distributeur du scandale que le film causerait dans la Bible Belt.

## Bande-son
Une bande son a été publiée par Warner Bros Records, composée de sermons — depuis ses quatre ans — et de commentaires de Marjoe ainsi que de chansons. Save All My Brother, la chanson-thème du film, a été écrite par Sarah Kernochan et Joseph Brooks (en) (également arrangeur) et chantée par Jerry Keller (en).

## La perte et la restauration du film
Bien que sorti en VHS, le film était épuisé et les bandes subsistantes s'étaient détériorées et le film était même considéré comme perdu. En 2002, les négatifs et d'autres éléments ont été trouvés dans un coffre-fort à New York. Le film a été restauré grâce aux fonds fournis par l'Academy of Motion Picture Arts and Sciences.
Le 15 novembre 2005, à New York, l'IFC Center a projeté Marjoe comme film de clôture d'une série de documentaires appelée Stranger Than Fiction. Dans le programme, Marjoe était décrit comme « un bijou perdu ».
Le film restauré est sorti en DVD.

## Distinctions
Le film a été présenté à la Quinzaine des réalisateurs, en sélection parallèle du festival de Cannes 1972.
Marjoe a remporté l'Oscar du meilleur film documentaire lors de la 45e cérémonie des Oscars en 1973.
Il a également été nommé au Golden Globe du meilleur documentaire et a reçu le prix du meilleur documentaire du Kansas City Film Critics Circle.